# Одного разу в кожній людині
Одного разу в кожній людині (англ. Once to Every Man) — американська драма режисера Т. Хейеса Хантера 1918 року.

## У ролях
- Джек Шерілл — Денні Болтон
- Мейбл Віті — Дріада Андерсон
- Рой Епплгейт — Дейв
- Чарльз де Форест — Джеррі
- Джордж Кляйн — Флеш Хогарті
- Едді Келлі — Джед
- Вільям Пауерс — Чарльз Чуб Морхаус
- Кід Броад — Саттон